# Lemony Snicket - Una serie di sfortunati eventi
Lemony Snicket - Una serie di sfortunati eventi (Lemony Snicket's A Series of Unfortunate Events) è un film del 2004 diretto da Brad Silberling, basato sui primi tre libri del ciclo di narrativa Una serie di sfortunati eventi, scritti dall'autore statunitense Lemony Snicket, all'anagrafe Daniel Handler.
Dal film è stato anche tratto un videogioco dal titolo omonimo.

## Trama
I tre fratelli Baudelaire sono ragazzi dotati di particolari capacità: Violet, la maggiore, è un'abile inventrice, capace di trasformare oggetti abbandonati in congegni adatti a quasi ogni occasione; Klaus, quello di mezzo, ama i libri ed è in grado di ricordare tutto ciò che legge; Sunny, la più piccola, si diverte a mordere le cose.
Dopo l'incendio della loro casa, i tre fratelli diventano orfani e vengono affidati alle cure di un loro parente: il conte Olaf, un attore fallito interessato esclusivamente a mettere le mani sull'eredità lasciata agli orfani Baudelaire dai loro genitori. I tre ragazzi riescono a sfuggire ad un tentativo di omicidio da parte del conte. Il Conte Olaf è un uomo molto scaltro e malvagio: con un trucco li abbandona dentro l'auto proprio sopra le rotaie, nel momento in cui il treno sta per arrivare, ma, grazie alla loro grande intelligenza, i tre ragazzi riescono con una corda ad azionare lo scambio, evitando di essere investiti. Il loro esecutore testamentario, il signor Poe, dopo quest'incidente, decide di affidarli alle cure dell'erpetologo Montgomery Montgomery. Il conte Olaf studia quindi uno stratagemma per eliminare lo scienziato, costringendo i ragazzi ad un nuovo trasloco.
Gli orfani Baudelaire raggiungono così le coste del Lago Lacrimoso affidati alle cure di zia Josephine, una donna ossessionata da tutto e con un irrazionale terrore per gli agenti immobiliari. Il Conte Olaf fa la sua comparsa sotto mentite spoglie, quelle di un vecchio lupo di mare, e riesce ad ottenere nuovamente la custodia legale dei ragazzi, liberandosi nel contempo della zia Josephine che probabilmente verrà uccisa dalle sanguisughe.
Una volta compreso che ogni sua pretesa sull'eredità sarebbe stata nulla qualora fosse capitato qualcosa ai ragazzi, il Conte Olaf decide di architettare uno stratagemma per sposare Violet durante una commedia teatrale per poter acquisire i diritti sul patrimonio. Klaus riesce a sventare i suoi piani e a dimostrare ai presenti i misfatti compiuti dal Conte Olaf: è lui infatti il diabolico inventore della macchina usata per causare l'incendio che ha distrutto la loro casa. Il Conte Olaf viene quindi arrestato. I tre ragazzi Baudelaire fanno un'ultima visita fra i resti incendiati della loro villa, ricevendo un inaspettato regalo dai loro genitori. Pur sapendo che saranno nuovamente affidati all'ennesimo tutore, hanno però ora la consapevolezza di poter contare l'uno sull'altro per affrontare le innumerevoli difficoltà della vita.

## Ambientazione
Il film è ambientato in un'ipotetica città simile alla Londra vittoriana, con tecnologie avanzate, adattate allo stile della rivoluzione industriale. Questa tipologia di ambientazione viene chiamata Steampunk.

## Distribuzione
Il film uscì nelle sale statunitensi il 17 dicembre 2004 e in quelle italiane il 18 marzo 2005.

## Riconoscimenti
- 2005 – Premio Oscar[1]
  - miglior trucco a Valli O'Reilly e Bill Corso
  - Candidatura per la miglior scenografia a Rick Heinrichs e Cheryl Carasik
  - Candidatura per i migliori costumi a Colleen Atwood
  - Candidatura per la miglior colonna sonora a Thomas Newman
- 2004 – Critics' Choice Awards[2]
  - Candidatura per il miglior film per la famiglia
  - Candidatura per il miglior giovane attore a Liam Aiken
  - Candidatura per la miglior giovane attrice a Emily Browning
- 2004 – Satellite Award
  - Candidatura per la miglior fotografia a Emmanuel Lubezki
  - Candidatura per il miglior montaggio a Dylan Tichenor
- 2004 – Phoenix Film Critics Society Awards
  - Miglior trucco
- 2004 – Visual Effects Society
  - Candidatura per il miglior personaggio animato a Rick O'Connor, Martin Murphy, Indira Guerrieri e Sam Breach per Sunny baudelaire
- 2004 – Hollywood Film Festival
  - Compositore dell'anno a Thomas Newman
- 2005 – AACTA Award
  - Miglior attrice internazionale a Emily Browning
- 2005 – BMI Film & TV Award
  - Miglior colonna sonora a Thomas Newman
- 2005 – MTV Movie Awards
  - Candidatura per il miglior cattivo a Jim Carrey
- 2005 – Nickelodeon Kids' Choice Awards
  - Candidatura per il miglior attore a Jim Carrey

- 2005 – Saturn Award
  - Candidatura per il miglior film fantasy
  - Candidatura per il miglior trucco a Valli O'Reilly e Bill Corso
- 2005 – Teen Choice Awards
  - Miglior cattivo a Jim Carrey
  - Candidatura per il miglior attore in un film d'azione/di avventura/thriller a Jim Carrey
  - Candidatura per il miglior bugiardo a Jim Carrey
- 2005 – Young Artist Award
  - Candidatura per la miglior film commedia o musicale per la famiglia
  - Candidatura per il miglior attore giovane a Liam Aiken
  - Candidatura per la miglior attrice giovane a Emily Browning
  - Candidatura per la miglior attrice giovane 10 anni o meno a Shelby Hoffman e Kara Hoffman
- 2005 – Art Directors Guild
  - Miglior scenografia
- 2005 – Costume Designers Guild Awards
  - Migliori costumi in un film periodico/fantasy a Coleen Atwood
- 2005 – International Cinephile Society Awards
  - Candidatura per la miglior scenografia a Rick Heinrichs
- 2004 – International Film Music Critics Award
  - Candidatura per la miglior colonna sonora in un film commedia a Thomas Newman
- 2005 – Online Film & Television Association
  - Miglior trucco e acconciature
  - Miglior sequenza dei titoli
  - Candidatura per la miglior scenografia
  - Candidatura per il miglior website ufficiale
- 2005 – World Soundtrack Awards
  - Candidatura per il compositore dell'anno a Thomas Newman